# Oskar Raif
Oskar Raif   (la Haia, 31 de juliol de 1847 - Berlín, 29 de juliol de 1899) va ser un mestre i compositor de música alemany.
A l'Escola Superior de Piano, fou alumne de Carl Tausig i, des de 1875 fou professor de piano de la reial Acadèmia de Música de Berlín. Raif va ser un dels millors professors de piano a causa dels seus profunds estudis físics i acústics. Entre els seus alumnes tingué a Eduard Behm.
Va compondre un Concert per a piano, una Sonata per a piano i violí i moltes altres obres d'importància menor. En un article de la Zeits, für Psych und Physiol. des Sinnesorg., va sostenir, a contracorrent de l'opinió, que els pianistes no posseeixen més habilitat que les altres persones en el moviment dels dits. La verdadera educació musical rau en la concordança dels moviments dels dits i de les recepcions visual i auditiva.